# Líquido iônico
O termo Líquido Iônico refere-se a sais líquidos em condições ambiente, geralmente estendendo-se aos sais que se liquefazem em pressão ambiente e temperatura até 100ºC. As substâncias iônicas são formadas por cátions e ânions e geralmente encontram-se no estado sólido porque a forte atração eletrostática entre os íons favorece a formação de um retículo cristalino. Embora muitas substâncias iônicas possam fundir sem se decompor, estas normalmente o fazem a temperaturas acima de 200 °C (o sal comum funde a cerca de 800 °C). Portanto, o termo liquido iônico, apesar de se aplicar também a estas, se refere principalmente a algumas substâncias que o fazem próximo a temperatura ambiente, como o nitrato de trietilamina e outras. São semelhantes aos solventes eutéticos extremos (DES-Deep Euthetic Solvents), como uma mistura de ureia e colina.

## Aplicações
Seu principal uso é como solvente, devido a sua baixa pressão de vapor e propriedades como meio reacional. Atualmente há muitos estudos e alguns processos industriais baseados neles:
Por exemplo:
- A BASF usa um composto baseado em 1-alquilimidazol para remover ácidos formados em etapas de processos orgânicos, num método chamado BASIL ("Biphasic Acid Scavenging utilizing Ionic Liquids").
- A Eastman operou uma unidade fabril baseada em líquidos iônicos para síntese de 2,5-diidrofurano de 1996 até 2004.
- O eletrólito das baterias de íon-lítio se encontram no limite desta catagoria.

1-Butil-3-metilimidazolium hexafluorfosfato (BMIM-PF6) é um outro conhecido líquido iônico.

## Ligação externa
- «1st international Ionic Liquids web portal all around ionic liquids»